# Heimschläfer
Als Heimschläfer werden Soldaten der Bundeswehr bezeichnet, die von der Pflicht zum Wohnen in der Gemeinschaftsunterkunft (Kaserne) befreit wurden und zu Hause übernachten dürfen. Grundsätzlich sind bei der Bundeswehr unverheiratete Soldaten bis zum vollendeten 25. Lebensjahr sowie Teilnehmer an dienstlichen Lehrgängen „kasernenpflichtig“, also zum Wohnen in der Gemeinschaftsunterkunft verpflichtet.
Die Befreiung ist durch den kasernenpflichtigen Soldaten zu beantragen und stichhaltig zu begründen. Bloße Annehmlichkeit ist als Grund nicht ausreichend, vielmehr müssen besondere familiäre, häusliche oder wirtschaftliche Zwangslagen die Befreiung rechtfertigen. Als Rechtfertigungsgründe kommen Versorgung Angehöriger oder eines eigenen landwirtschaftlichen Betriebes in erreichbarer Nähe der Kaserne in Frage. Ferner können mangelnde Unterbringungsmöglichkeiten in der militärischen Liegenschaft die Genehmigung des Antrags auch ohne die aufgeführten Gründe ermöglichen.
Die dienstliche Leistungsfähigkeit darf durch die Befreiung nicht gefährdet werden und daher ist die Genehmigung des „Antrags auf Befreiung von der Verpflichtung zum Wohnen in der Gemeinschaftsunterkunft“ meist mit Auflagen verbunden. Die Befugnis zur Befreiung von der Pflicht zum Wohnen in der Gemeinschaftsunterkunft kann ein Disziplinarvorgesetzter mit den disziplinaren Befugnissen der Stufe 2, also meist in der Stellung eines Bataillonskommandeurs, erteilen. Der nächste Disziplinarvorgesetzte des Antragstellers (in der Regel der Einheitsführer) nimmt vorab zum Antrag des Soldaten Stellung. Neben der Erlaubnis zu Hause zu schlafen, ist mit der Befreiung auch der Wegfall des Zapfenstreichs und die Auszahlung des Verpflegungsgeldes für Frühstück und Abendverpflegung an den Soldaten verbunden.
Umgangssprachlich wird allerdings auch ein Soldat als „Heimschläfer“ bezeichnet, der zwar eine Stube mit Bett hat, es allerdings nicht benutzt, weil er so nahe an der Kaserne wohnt, dass er zu Hause übernachtet. Rechtlich gesehen nutzen diese Soldaten jedoch nur den „Ausgang bis zum Wecken“ (bzw. Dienstbeginn), den praktisch jeder Bundeswehrsoldat hat, außer er unterliegt dem Zapfenstreich (nur bei Rekruten oder vor besonderen Dienstverrichtungen, wie z. B. Übungen) oder einer Ausgangsbeschränkung als besonderer erzieherischer Maßnahme.